# Admirable-Klasse
Die Admirable-Klasse war die größte Klasse von hochseetauglichen Minensuchbooten der United States Navy während des Zweiten Weltkrieges.
Insgesamt waren 228 Einheiten geplant, von denen zwischen 1942 und 1945 dann 123 gebaut wurden. Die Schiffe trugen die Kennungen AM-136 bis AM-313, AM-351 bis AM-370 und AM-391 bis AM-420. Ursprünglich sollten die Einheiten der Klasse als Küstenminensuchboote (AMc) konzipiert werden, in der späteren Planungsphase wurden sie dann jedoch zu Flotten-Minensuchbooten (AM) umentwickelt. Im Wesentlichen handelte es sich um eine vereinfachte und massenproduktionstauglichere Abwandlung der Auk-Klasse mit Ähnlichkeit zur britischen Bangor-Klasse. Die Schiffe galten als äußerst seetüchtig und vielseitig einsetzbar.
Japan hatte in den Vorkriegsjahren tausende Seeminen erworben, weshalb die US-amerikanischen Minenabwehrschiffe in sehr hoher Zahl produziert wurden. Letztlich erwies sich die Bedrohung durch Seeminen jedoch geringer als erwartet.
Im Gegensatz zu den kleineren YMS-Hilfsminensuchern, die nur in Küstennähe eingesetzt wurden, begleiteten die Schiffe der Admirable-Klasse als Teil der Vorhut die Flotte und räumten Minen aus deren Weg. Sie waren sowohl mit mechanischen als auch mit akustischen Räumgeräten ausgestattet. Des Weiteren wurden die Schiffe zur U-Boot-Bekämpfung eingesetzt und dafür mit Wasserbomben und Hedgehog bewaffnet, auch besaßen sie 40- und 20-mm-Flugabwehrkanonen zur Verteidigung gegen Luftangriffe. Anders als die Auk-Klasse verfügte die Admirable-Klasse jedoch nicht über die Fähigkeit, Minen zu legen. Die Schiffshülle war aus Stahl gefertigt.
Aufgrund der guten U-Boot-Abwehr-Fähigkeiten bestanden viele Gemeinsamkeiten zu den amerikanischen U-Jagd-Booten. So stellte die Admirable-Klasse die Basis für die PCE-U-Jagd-Klasse dar. Sämtliche U-Jagd-Boote der geplanten PCE-905-Klasse wurden hingegen während des Baus zu Admirable-Minensuchern umgerüstet.
Über dreißig der Minensuchboote der Klasse, darunter das Typschiff USS Admirable (AM-136), wurden im Rahmen des Lend-Lease-Abkommens an die Sowjetunion ausgeliehen und später aufgrund des Kalten Krieges niemals zurückgegeben (von der US Navy jedoch bis 1983 in ihrem Schiffsregister geführt). Die in der Sowjetunion mit den Schiffen gemachten Erfahrungen flossen in die Entwicklung der T43-Klasse (Projekt 254) ein.
Nach dem Zweiten Weltkrieg wurden einige der verbliebenen amerikanischen Einheiten im Koreakrieg eingesetzt. Im Februar 1955 wurden die Schiffe der Klasse als „Flotten-Minensuchboote mit Stahlhülle“ (MSF) neu klassifiziert. In der Folgezeit wurde dann der Großteil der Klasse an verschiedene Verbündete der USA abgegeben. Bereits 1945 bis 1948 waren 20 Einheiten an die Republik China übergeben worden, um diese im Bürgerkrieg zu unterstützen. 1948 folgten zwei Schiffe an die Philippinen. In den 1960er- und frühen 1970er-Jahren gingen dann 21 weitere an Mexiko, 5 an Südvietnam, 2 an die Dominikanische Republik und je ein Boot an Myanmar und Südkorea. 1972 wurden die letzten Boote der Klasse von der US Navy außer Dienst gestellt.
Mindestens zwei Schiffe der Klasse, die philippinische Patrouillenkorvette Magat Salamat (ehemals USS Gayety) und die myanmarische Yan Gyi Aung (ehemals USS Creddock), sind heute noch im Dienst, möglicherweise auch das mexikanische Schulschiff Aldabaran (ehemals USS Harlequin). Die einzige in den Vereinigten Staaten noch existierende Einheit ist das Museumsschiff USS Hazard (AM-240) in Omaha.

## Liste der Schiffe der Admirable-Klasse
- USS Admirable (AM-136) (als T-521 an die Sowjetunion)
- USS Adopt (AM-137) (als T-522 an die Sowjetunion)
- USS Advocate (AM-138) (als T-111 an die Sowjetunion)
- USS Agent (AM-139) (als T-112 an die Sowjetunion)
- USS Alarm (AM-140) (als T-113 an die Sowjetunion)
- USS Alchemy (AM-141) (als T-114 an die Sowjetunion, von U 365 versenkt)
- USS Apex (AM-142) (als T-115 an die Sowjetunion)
- USS Arcade (AM-143) (als T-116 an die Sowjetunion)
- USS Arch (AM-144) (als T-117 an die Sowjetunion)
- USS Armada (AM-145) (als T-118 an die Sowjetunion, von U 365 versenkt)
- USS Aspire (AM-146) (als T-119 an die Sowjetunion)
- USS Assail (AM-147) (als T-120 an die Sowjetunion, von U 739 versenkt)
- USS Astute (AM-148) (als T-523 an die Sowjetunion)
- USS Augury (AM-149) (als T-334 an die Sowjetunion)
- USS Barrier (AM-150) (als T-525 an die Sowjetunion)
- USS Bombard (AM-151) (als T-526 an die Sowjetunion)
- USS Bond (AM-152) (als T-285 an die Sowjetunion)
- USS Buoyant (AM-153) (1946 an die Republik China)
- USS Candid (AM-154) (als T-594 an die Sowjetunion)
- USS Capable (AM-155) (als T-595 an die Sowjetunion)
- USS Captivate (AM-156) (als T-596 an die Sowjetunion)
- USS Caravan (AM-157) (als T-597 an die Sowjetunion)
- USS Caution (AM-158) (als T-598 an die Sowjetunion)
- USS Change (AM-159)
- USS Clamour (AM-160)
- USS Climax (AM-161)
- USS Compel (AM-162)
- USS Concise (AM-163)
- USS Control (AM-164)
- USS Counsel (AM-165)
- AM-166 bis AM-213 weder benannt noch gebaut
- USS Crag (AM-214) (ursprünglich Craig, 1962 als DM-15 an Mexiko, später General Pedro Maria Anaya)
- USS Cruise (AM-215) (später Fischerboot Gregory Poole, 2007 als künstliches Riff versenkt)
- USS Deft (AM-216) (1948 an die Republik China)
- USS Delegate (AM-217) (1946 als Yung Ho an die Republik China)
- USS Density (AM-218) (später griechischer Frachter Manoula und Radiostation Galaxy)
- USS Design (AM-219)
- USS Device (AM-220) (1962 als DM-11 an Mexiko, später Cadete Agustín Melgar)
- USS Diploma (AM-221) (1962 als DM-17 an Mexiko, später Cadete Francisco Márquez, 2004 als künstliches Riff versenkt)
- USS Disdain (AM-222) (als T-277 an die Sowjetunion, später Walfänger Schtorm)
- USS Dour (AM-223) (1962 als DM-16 an Mexiko)
- USS Eager (AM-224) (1962 als DM-06 an Mexiko)
- USS Elusive (AM-225) (1946 als Yung Kang an die Republik China)
- USS Embattle (AM-226) (1946 als Yung Hsing an die Republik China)
- USS Embroil (AM-227)
- USS Enhance (AM-228)
- USS Equity (AM-229)
- USS Esteem (AM-230)
- USS Event (AM-231)
- USS Execute (AM-232) (ursprünglich U-Jagd-Boot PCE-905 und damit Typschiff der geplanten PCE-905-Klasse; 1962 als DM-03 an Mexiko, später General Juan N. Méndez)
- USS Facility (AM-233) (ursprünglich U-Jagd-Boot PCE-906; 1962 als DM-04 an Mexiko)
- USS Fancy (AM-234) (als T-271 an die Sowjetunion)
- USS Fixity (AM-235) (ursprünglich U-Jagd-Boot PCE-908; später Commercial Dixie)
- USS Flame (AM-236) (ursprünglich U-Jagd-Boot PCE-909)
- USS Fortify (AM-237) (ursprünglich U-Jagd-Boot PCE-910)
- USS Garland (AM-238)
- USS Gayety (AM-239) (1962 als Chi Lang II an Südvietnam, 1975 Flucht auf die Philippinen, bis heute als Patrouillenkorvette Magat Salamat als Teil der Miguel-Malvar-Klasse im Einsatz)
- USS Hazard (AM-240) (heute Museumsschiff in Omaha)
- USS Hilarity (AM-241) (1962 als DM-02 an Mexiko)
- USS Inaugural (AM-242) (Museumsschiff in St. Louis, 1993 durch Überschwemmung zerstört)
- USS Illusive (AM-243)
- USS Imbue (AM-244)
- USS Impervious (AM-245)
- USS Implicit (AM-246) (1948 als Yung Chia an die Republik China)
- USS Improve (AM-247) (später Handelsschiff Ecuador, 1953 gesunken)
- USS Incessant (AM-248) (später Commercial Ohioan)
- USS Incredible (AM-249)
- USS Indicative (AM-250) (als T-278 oder T-279 an die Sowjetunion, 1945 vor Nordkorea durch eine Mine versenkt)
- USS Inflict (AM-251) (später Handelsschiff Manabi)
- USS Instill (AM-252) (1962 als DM-10 an Mexiko)
- USS Intrigue (AM-253) (1962 als DM-19 an Mexiko, später Cadete Vicente Suárez)
- USS Invade (AM-254) (1962 als DM-18 an Mexiko, später General Ignacio Zaragoza)
- USS Jubilant (AM-255) (1962 als DM-01 an Mexiko, später General Miguel Negrete, 2001 als künstliches Riff versenkt)
- USS Knave (AM-256) (1962 als DM-13 an Mexiko, später Cadete Juan Escutia)
- USS Lance (AM-257) (1945 als Yung Sheng an die Republik China)
- USS Logic (AM-258) (1945 als Yung Shun an die Republik China)
- USS Lucid (AM-259) (1945 als Yung Ting an die Republik China)
- USS Magnet (AM-260) (1945 als Yung Ning an die Republik China)
- USS Mainstay (AM-261)
- USS Marvel (AM-262) (als T-272 an die Sowjetunion)
- USS Measure (AM-263) (als T-273 an die Sowjetunion, mit Rotbannerorden ausgezeichnet, später Walfänger Buran)
- USS Method (AM-264) (als T-274 an die Sowjetunion)
- USS Mirth (AM-265) (als T-275 an die Sowjetunion)
- USS Nimble (AM-266) (1948 an die Republik China)
- USS Notable (AM-267) (1946 an die Republik China)
- USS Nucleus (AM-268) (als T-276 an die Sowjetunion)
- USS Opponent (AM-269)
- USS Palisade (AM-270) (als T-278 oder T-279 an die Sowjetunion, 1945 vor Korea durch eine Mine versenkt)
- USS Penetrate (AM-271) (als T-280 an die Sowjetunion)
- USS Peril (AM-272) (als T-281 an die Sowjetunion)
- USS Phantom (AM-273) (1948 als Yung Ming an die Republik China)
- USS Pinnacle (AM-274) (1948 als Yung Hsiu an die Republik China)
- USS Pirate (AM-275) (1950 im Koreakrieg durch Mine versenkt)
- USS Pivot (AM-276) (1948 als Yung Shou an die Republik China)
- USS Pledge (AM-277) (1950 zusammen mit USS Pirate im Koreakrieg durch Mine versenkt)
- USS Project (AM–278) (1948 als Samar an die Philippinen)
- USS Prime (AM-279) (1946 als Yung Feng an die Republik China)
- USS Prowess (AM-280) (später Hilfsschiff IX-305; 1970 als Ha Hoi an Südvietnam, 1975 von Nordvietnam erbeutet)
- USS Quest (AM-281) (1948 als Staatsyacht Pagasa (APO-21) an die Philippinen, später Patrouillenkorvette Santa Maria bzw. Mount Samat als Teil der Miguel-Malvar-Klasse)
- USS Rampart (AM-282) (als T-282 an die Sowjetunion)
- USS Ransom (AM-283) (1962 als DM-12 an Mexiko, später Teniente Juan de la Barrera)
- USS Rebel (AM-284) (1962 als DM-14 an Mexiko, später Cadete Fernando Montes de Oca)
- USS Recruit (AM-285) (1963 als DM-07 an Mexiko)
- USS Reform (AM-286) (1948 an die Republik China)
- USS Refresh (AM-287) (1948 als Yung Chang an die Republik China, 1965 vor der südchinesischen Küste gesunken)
- USS Reign (AM-288) (gebaut, aber nie in Dienst gestellt)
- USS Report (AM-289) (von der US Army als Motortorpedoboot-Tender eingesetzt; 1967 als Kojin an Südkorea)
- USS Reproof (AM-290) (Bau abgebrochen, später als Handelsschiff Harcourt Malcolm fertiggestellt, 1953 Cotten Bay, 1960 Stratford, 1968 Anastasio)
- USS Risk (AM-291) (Bau abgebrochen, später als Handelsschiff George Gamblin fertiggestellt, 1953 Winding Bay, 1963 Pinguind)
- USS Rival (AM-292)
- USS Sagacity (AM-293)
- USS Salute (AM-294) (1945 vor Brunei durch eine Mine versenkt)
- USS Saunter (AM-295) (1945 durch Mine schwer beschädigt und verschrottet)
- USS Scout (AM-296) (1962 als DM-09 an Mexiko)
- USS Scrimmage (AM-297) (später Zivilschiff Giant II und Mahi; 1982 als künstliches Riff versenkt)
- USS Scuffle (AM-298) (1962 als DM-05 an Mexiko, später General Felipe Xicoténcatl)
- USS Sentry (AM-299) (1962 als Ky Hoa an Südvietnam)
- USS Serene (AM-300) (1964 als Nhật Tảo an Südvietnam, 1974 beim Gefecht bei den Paracel-Inseln von der chinesischen Marine versenkt)
- USS Shelter (AM-301) (1964 als Chi Linh an Südvietnam, 1975 Flucht auf die Philippinen, umbenannt in Datu Tupas)
- USS Signet (AM-302) (1965 an die Dominikanische Republik)
- USS Skirmish (AM-303) (1965 an die Dominikanische Republik)
- USS Scurry (AM-304) (1967 als Zielschiff versenkt)
- USS Spectacle (AM-305) (1945 durch einen Kamikaze-Angriff schwer beschädigt und 1947 verschrottet)
- USS Specter (AM-306) (1973 als DM-04 (II) an Mexiko, später General Manuel E. Rincón)
- USS Staunch (AM-307)
- USS Strategy (AM-308)
- USS Strength (AM-309) (später als Tauch-Übungsmodell genutzt; 1987 als künstliches Riff versenkt)
- USS Success (AM-310) (1963 als DM-08 an Mexiko)
- USS Superior (AM-311)
- AM-312 und AM-313 weder benannt noch gebaut
- USS Adjutant (AM-351) (ursprünglich U-Jagd-Boot PCE-911)
- USS Bittern (AM-352) (ursprünglich U-Jagd-Boot PCE-912)
- USS Breakhorn (AM-353) (ursprünglich U-Jagd-Boot PCE-913)
- USS Cariama (AM-354) (ursprünglich U-Jagd-Boot PCE-914)
- USS Chukor (AM-355) (ursprünglich U-Jagd-Boot PCE-915)
- USS Creddock (AM-356) (ursprünglich U-Jagd-Boot PCE-916, 1967 als Yan Gyi Aung an Myanmar, noch im Dienst)
- USS Dipper (AM-357) (ursprünglich U-Jagd-Boot PCE-917)
- USS Dotterel (AM-358) (ursprünglich U-Jagd-Boot PCE-918)
- USS Drake (AM-359) (ursprünglich U-Jagd-Boot PCE-919, unmittelbar nach Fertigstellung zum Hilfsschiff YDG-11 umgerüstet, später Ampere (ADG-11), 1962 an ein philippinisches Unternehmen verkauft)
- USS Driver (AM-360) (ursprünglich U-Jagd-Boot PCE-920)
- USS Dunlin (AM-361) (1946 an die Republik China)
- USS Gadwall (AM-362)
- USS Gavia (AM-363) (ursprünglich U-Jagd-Boot PCE-907; 1946 als Yung Chun an die Republik China)
- USS Graylag (AM-364)
- USS Harlequin (AM-365) (1962 als DM-20 an Mexiko, später Oceanográfico, General Pedro María Anaya und Aldabaran, möglicherweise als Schulschiff noch im Dienst)
- USS Harrier (AM-366) (später Sea Scope)
- USS Hummer (AM-367)
- USS Jackdaw (AM-368)
- USS Medrick (AM-369)
- USS Minah (AM-370)
- USS Albatross (AM-391)
- USS Bullfinch (AM-392)
- USS Cardinal (AM-393)
- USS Firecrest (AM-394)
- USS Goldfinch (AM-395)
- USS Grackle (AM-396)
- USS Grosbeak (AM-397)
- USS Grouse (AM-398)
- USS Gull (AM-399)
- USS Hawk (AM-400)
- USS Hummer (AM-401)
- USS Jackdaw (AM-402)
- USS Kite (AM-403)
- USS Longspur (AM-404)
- USS Merganser (AM-405)
- USS Osprey (AM-406)
- USS Partridge (AM–407)
- USS Plover (AM-408)
- USS Redhead (AM-409)
- USS Sanderling (AM-410)
- USS Scaup (AM-411)
- USS Sentinel (AM-412)
- USS Shearwater (AM-413)
- USS Waxbill (AM-414)
- USS Bluebird (AM-415)
- USS Flicker (AM-416)
- USS Linnet (AM-417)
- USS Magpie (AM-418)
- USS Parrakeet (AM–419)
- USS Pipit (AM–420)